# Каталей Василь Васильович
Василь Васильович Каталей (1816-1877) — російський генерал, учасник російсько-турецької війни 1877—1878 рр.

## Біографія

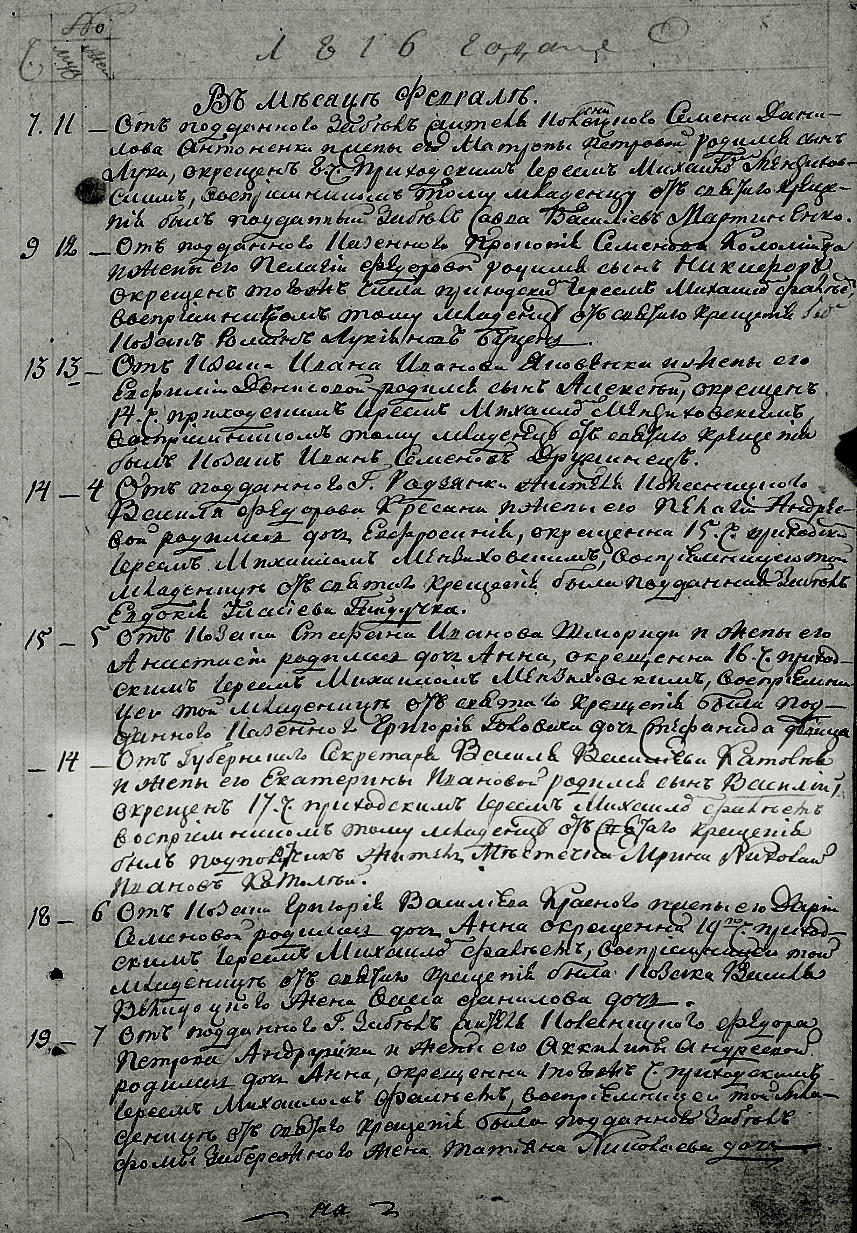
Метричний запис про народження Василя Каталея 15 лютого 1816 року (за старим стилем)

Походив з обер-офіцерських дітей, народився в 1816 р. Виховувався в Ніжинському ліцеї князя Безбородька. 1836 року вступив до Якутського піхотного полку на військову службу, проведений в прапорщики 26 червня 1838 року. 1860 року проведений в полковники і призначений командиром Дніпровського піхотного полку. Потім командував полками: Кексгольмського гренадерський Імператора Австрійського і Лейб-гвардії Литовським.
1864 року Василь Каталей підвищений до генерал-майора, 30 серпня 1869 року зарахований до Свити його величності і призначений виконуючим обов'язки начальника місцевих військ Казанського військового округу, а 1872 року переміщений на таку ж посаду до Петербурзького військового округу. 13 травня 1873 року Василь Каталей підвищений в генерал-лейтенанти.
з квітня 1875 числився членом Головного комітету з улаштування та утворення військ.
При сформування наприкінці 1876 р. діючий армії призначений начальником її військових сполучень, а в березні наступного року переміщений на посаду начальника 3-ї гвардійської піхотної дивізії, на чолі якої взяв участь в облозі Плевни і відбитті прориву з неї турків 28 листопада. При переслідуванні турків, що відступали від Араб-Конакова, Шандорніка і Ташкісена, слідуючи 21 грудня 1877 року верхи зі своїм штабом на чолі роти, яка йшла в авангарді, Каталей поблизу села Марківці потрапив під обстріл рушничним вогнем з дистанції 700 кроків і був убитий на місці. Разом з ним був убитий і їхав поруч командир бригади генерал-майор Філософов.
Похований у родовому маєтку у селі Плоске Ніжинського повіту.
Василю Каталею належить ряд статей в «Військовому збірнику» і «Руському інваліду» з питань освіти і виховання військ.

## Відзнаки
Нагороджений російськими орденами:
- Св. Анни 1-й и 2-й ст. з короною,
- Св. Станіслава 1-й ст. и 2-й ст. з короною,
- Св. Володимира 3-й ст.

## Пам'ять

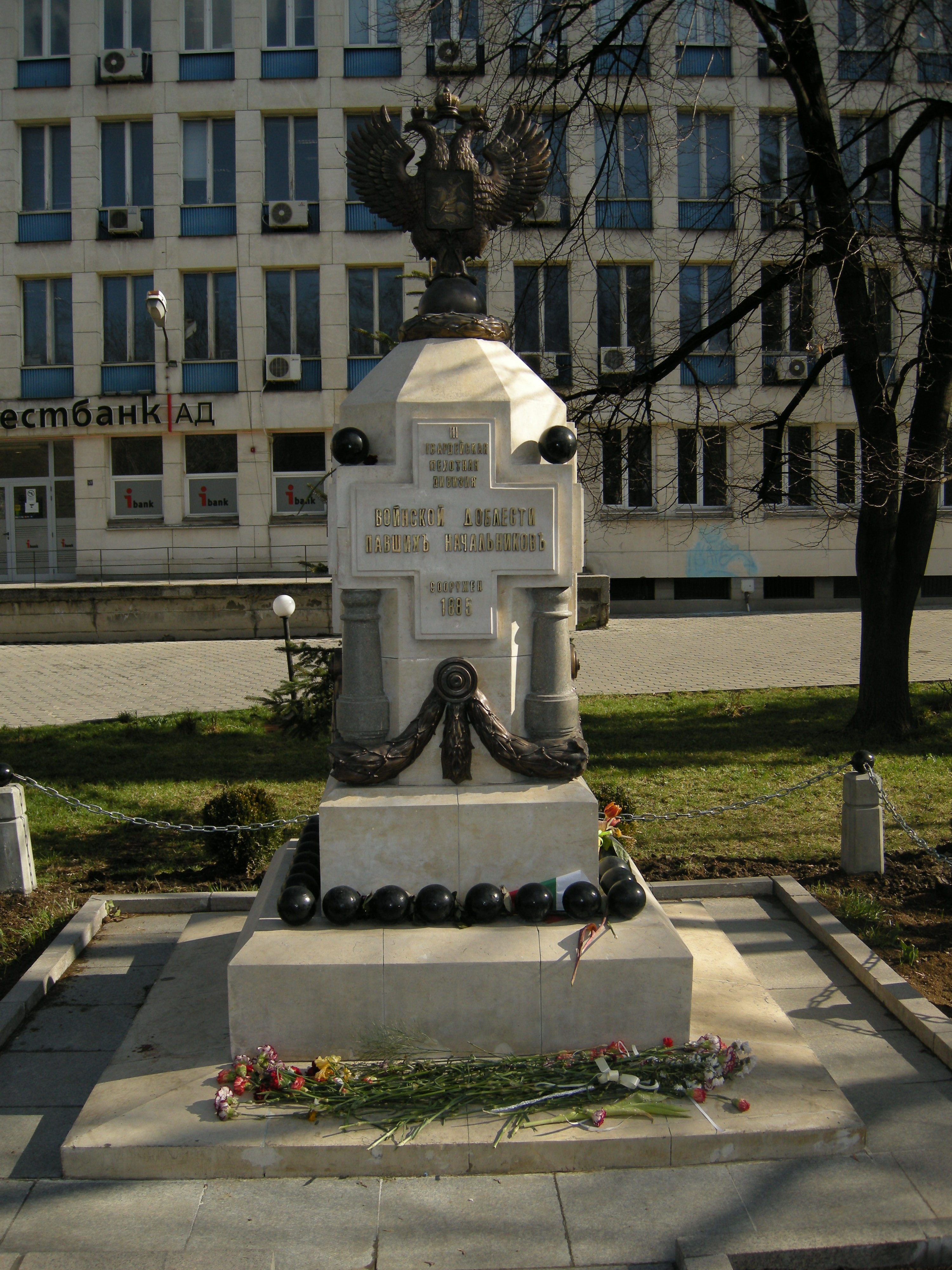
Пам'ятник Василю Каталею та Дмитру Філософову

Гвардійський російський пам'ятник побудований 1885 року на добровільні пожертвування військовослужбовців третьої гвардійської піхотної дивізії. У Софії став відомий як «Пам'ятник російських генералів». 1942 року він був зруйнований, за наказом фашистського болгарського офіцера. 1978 року пам'ятник був повністю відновлений.
Після усунення від влади Болгарської комуністичної партії в 1989 жодна державна інстанція за монументом не доглядала. Були вкрадені частини металевих виробів, облицювання та інші. 2007-2008 років пам'ятник був повністю відреставрований. Необхідні кошти були надані Асоціацією болгарських медій у світі, Національним рухом «Руссофіли», Російський фонд для світу — Москви, «Руснефтехім Болканс» АД, сем. Мелік-Пашаєва і Стефан Шарлопов. Урочисте відкриття відбулося 19 лютого 2008 р.